# Phytomimia chlorophylla
Phytomimia chlorophylla är en fjärilsart som beskrevs av Walsingham 1912. Phytomimia chlorophylla ingår i släktet Phytomimia och familjen plattmalar. Inga underarter finns listade i Catalogue of Life.